# Galería de las Batallas
La Galería de las Batallas es una galería que ocupa el primer piso del aule de Midi del palacio de Versalles, junto a los petit appartement del rey y la reina. Con 120 metros de largo y 13 de ancho se construyó con la intención de glorificar la historia militar de Francia desde la batalla de Tolbiac del año 496 a la batalla napoleónica de Wagram en 1809.

## Descripción
La galería tiene 120 metros de largo y 13 de ancho ocupando la longitud del primer piso del ala sur y siendo la habitación más larga de palacio. Contiene una colección de pinturas y bustos que representan los principales acontecimientos o personajes militares de la historia de Francia. Algunas de estas obras ya existían, pero la mayoría fueron ejecutadas por orden expresa con la intención de ser allí expuestas. Los arquitectos Pierre-François-Léonard Fontaine y Frédéric Nepveu fueron los encargados de su decoración.
En la galería, una amplia cornisa soporta una bóveda artesonada pintada y con techo acristalado principal fuente de luz de la galería. Los entablados se apoyan en columnas corintias que cubren toda su longitud.
En dieciséis tablas de bronce están inscritos los nombres de príncipes, almirantes, alguaciles, mariscales, grandes guerreros muertos o heridos de muerte luchando por Francia y los bustos, sobre pedestales, está dispuestos entre las mesas y contra las columnas. Las pinturas cubren catorce siglos de historia francesa, desde la batalla de Tolbiac, combatida por Clodoveo en 496, hasta la de Wagram, ganada por Napoleón I en 1809.

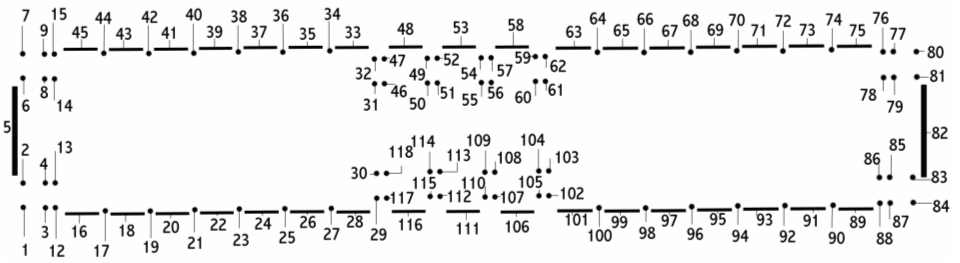
Plano de la planta de la galería con la distribución de sus obras. Las rayas son los cuadros y los puntos los bustos

## Historia

### Creación
La idea de la creación de la Galería de las Batallas fue de Luis Felipe I de Francia quien derribó los apartamentos que antes se levantaban en ese lugar y donde residieron, entre los siglos XVII y XVIII, Luis XIV de Francia, Felipe II de Orleans o María Josefa de Sajonia entre otros ilustres personajes.
Su diseño se realizó en 1833, la construcción comenzó ese mismo año y la galería fue solemnemente inaugurada el 10 de junio de 1837.
Todas las obras de la colección encargadas por el rey han permanecido intactas y en sus lugares desde su creación.

### Atentado de junio de 1978
En 1978, en la noche del 25 al 26 junio, nacionalistas bretones pertenecientes al Armée révolutionnaire bretonne colocaron un artefacto explosivo con el que provocaron daños serios en la galería. Su plan inicial era haberla colocado en la Galería de los Espejos, también en el Palacio de Versalles, pero al fracasar en su intento decidieron hacerla estallar en la Galería de las Batallas y dirigida a Napoleón como símbolo del colonialismo francés. 

### Actualidad
Durante la octava reunión del G-7 celebrada entre los días 4 y 6 de junio de 1982, uno de los almuerzos de la cumbre se celebró en la Galería de las Batallas.